# Upp till dans
Upp till dans är en serie samlingsalbum utgivna i samarbete med Expressen, först mellan mars och juli 2009, för att därefter utökas med utgivningar fram till början av oktober samma år. Den 13 april 2012 utökade man serien med en ny box med tio CD-skivor, med utgivning mellan april och juni 2012.

## Upp till dans 2009

### Box 1: CD 1–20
CD1: Upp Till Dans 1: Lasse Stefanz (15–17 mars 2009)
1. En runda i baren
2. Skattlösa bergen (Wolverton Mountain)
3. Vid en liten fiskehamn
4. Det här är bara början
5. Tårar från himlen
6. Världens lyckligaste par
7. Över bergen ska det klinga
8. En gitarr
9. Hemmahamn
10. Oklahoma
11. Felicita
12. Gammal kärlek rostar aldrig

CD2: Upp Till Dans 2: Vikingarna (Christer Sjögren-åren) (20–22 mars 2009)
1. Djingis Khan
2. Albatross
3. Den stora dagen
4. Där rosor aldrig dör
5. Hallelujah
6. Hallå Mary Lou (Hello Mary Lou)
7. Nikita
8. Adios Adjö
9. Tro på mig
10. Liljor
11. Santa Maria
12. My Way

CD3: Upp Till Dans 3: Scotts (27–29 mars 2009)
1. Jag tror på oss
2. Fröken Fräken
3. Det bästa för mig
4. Marias kärlek
5. Till mitt eget Blue Hawaii
6. Leker med elden
7. Finns här för dig
8. En blick, en dans, en kyss (One Dance, One Rose, One Kiss)
9. Du
10. Drömmarnas värld
11. Vi levde i en helt annan värld
12. Hallå du gamle indian (dansremix)

CD4: Upp Till Dans 4: Sten & Stanley (3–5 april 2009)
1. Dra dit pepparn växer
2. Medan Jorden går ett varv
3. Jag vill vara din Margareta
4. Tusen tack för alla dessa år
5. En sång om kärlek
6. I lust och nöd
7. Regnet det bara öser ner (Raindrops Keep Fallin' on My Head)
8. Vågar du, vågar jag
9. Rosor doftar alltid som mest när det skymmer
10. Du och jag
11. Grindslanten
12. Två steg fram och ett tillbaka

CD5: Upp Till Dans 5: Barbados (9–12 april 2009)
1. Världen utanför
2. Bye Bye
3. Kom hem
4. Always on My Mind
5. Rosalita
6. Något som kan hända (Anyone of Us (Stupid Mistake))
7. Suspicious Minds
8. Allt som jag ser
9. Blå horisont
10. Sway
11. Har aldrig sett så mycket tårar
12. Hold Me

sång på samtliga spår: Magnus Carlsson förutom spår 2 och 6: Mathias Holmgren
CD6: Upp Till Dans 6: Flamingokvintetten (17–19 april 2009)
1. Nu är det lördag igen (Another Saturday Night)
2. Mitt liv har fått en helt annan mening
3. Jag ska måla hela världen lilla mamma
4. Lyckliga att ha varann
5. Sjätte september
6. Hon är sexton år i dag (Happy Birthday Sweet Sixteen)
7. En vän du kan väcka mitt i natten
8. En dans på rosor
9. Monica
10. När syrenerna blommar därhemma
11. Hälsa till Marie från mig
12. Kärleksbrev i sanden (Love Letters in the Sand)

CD7: Upp Till Dans 7: Thorleifs (24–26 april 2009)
1. Blue, Blue Moon
2. Ung och evig
3. Gråt inga tårar
4. En liten ängel
5. Ring en signal
6. En dag i juni (Safe in My Garden)
7. Skicka mig ett vykort
8. Dina blåa ögon
9. Sköt om dig väl
10. Till Folkets park
11. The Last Forwell
12. Silence Is Golden

CD8: Upp Till Dans 8: Arvingarna (30 april–3 maj 2009)
1. Sandras sång
2. Leva lycklig
3. Jeannie (Jeannie's Coming Back)
4. Till en öde ö
5. Eloise
6. Hela vägen hem
7. Bo Diddley
8. Pamela
9. Superstar
10. Angelina
11. De ensammas promenad
12. Flickan ovanpå

CD9: Upp Till Dans 9: Kikki Danielsson (8–10 maj 2009)
1. En timme för sent
2. Dagarn som kommer och går
3. Kärleken har fått vingar
4. US of America
5. Papaya Coconut
6. I mitt hjärta brinner lågan
7. I.O.U.
8. Dag efter dag (med Elisabeth Andreasson)
9. Comment ça va
10. Här är jag igen (Here You Come Again)
11. En gång till
12. Talking in Your Sleep

CD10: Upp Till Dans 10: Streaplers (15–17 maj 2009)
1. Vill du bli min
2. Till min kära
3. Va' har du under blusen, Rut?
4. Jag tror på kärleken
5. Valentino
6. Ma-Marianne
7. Alltid på väg
8. Våren 1962
9. Gå
10. Bara femton år
11. Det finns bara du
12. Diggety Doggety

CD11: Upp Till Dans 11: Fernandoz (22–24 maj 2009)
1. Nej, så tjock du har blitt (Nei, så tjukk du har blitt)
2. Det är lätt att bli kär
3. Ett litet ljus
4. Radio Luxemburg
5. Vår egen bröllopsdag
6. Café nostalgi
7. Åren kommer och går
8. Varje gång jag ser dig
9. En helt ny dag
10. Lika barn leka bäst
11. Stand by Me
12. Det skrivs så många vackra ord om kärleken

CD12:  Upp Till Dans 12: Lotta Engberg (29–31 maj 2009)
1. Vem é dé du vill ha (med Elisabeth Andreasson & Kikki Danielsson)
2. Aldrig ska jag sluta älska dig
3. Fyra Bugg & En Coca Cola
4. Åh, vad jag älskade dig just då
5. Succéschottis
6. Klia mej på ryggen
7. I dag (I Dag) (I Swear)
8. Brevet från Maria på Öland
9. Juliette & Jonathan
10. Orientexpressen
11. För kärlekens skull
12. Jag vill bara va en människa av i Dag

CD13: Upp Till Dans 13: Vikingarna vol.2 (Stefan Borsch-åren) (5–7 juni 2009)
1. Leende guldbruna ögon (Beautiful Brown Eyes)
2. Mississippi
3. Du har gjort min gråa värld till guld igen (When My Blue Moon Turns to Gold Again)
4. Till min kära
5. Fernando
6. Är du min älskling än?
7. Ännu kan en sjöman längta hem (The Last Farewell)
8. Om du går nu (It's a Heartache)
9. Return to Sender
10. Sju ensamma kvällar
11. Du gav mig bara löften
12. Jag har väntat på dig

CD14: Upp Till Dans 14: Lasse Stefanz vol. 2 (12–14 juni 2009)
1. Oh Julie
2. Till Österlen
3. Innan livet försvinner
4. Jiggen
5. Den lilla klockan
6. På egna vägar
7. Främling
8. Ett äventyr
9. Farväl Goodbye
10. Mot lugna vatten
11. Ett litet rött paket
12. Peppelinos bar

CD15: Upp Till Dans 15: Wizex (18–21 juni 2009)
1. Tusen och en natt
2. Mjölnarens Irene
3. Miss Decibel (med Lasse Holm)
4. När vi rör varann (Sometimes When We Touch)
5. Gör min himmel blå
6. Djupa vatten
7. Jag kan se en ängel
8. Men så viskade en fågel
9. Vägen hem
10. Lika ung i hjärtat än
11. Därngarvisan
12. Sången ska klinga

CD16: Upp Till Dans 16: Thorleifs vol. 2 (26–28 juni 2009)
1. Sweet Kissin' in the Moonlight
2. Nu kommer tårarna igen
3. Jag tänder ett ljus
4. Kurragömma
5. Vi ses igen
6. Kärlekens hus
7. Ner mot havet
8. Raka rör (och ös till bäng)
9. Rosor doftar alltid som bäst då det skymmer
10. Tre gringos (med Just D)
11. I dina blåa ögon
12. Upp till dans

CD17: Upp Till Dans 17:  Matz Bladhs (3–5 juli 2009)
1. Den röda stugan
2. Vem får följa med dig hem (Who's Gonna Follow You Home)
3. Lilla fågel blå
4. Ljus och värme (Lys og varme)
5. Varje morgon är en gåva
6. Aj Aj Aj (jag svävar i det blå)
7. Vid Silverforsens strand
8. Vindens melodi
9. Jag trodde änglarna fanns
10. Om du bara vore här
11. Johanna
12. Always on My Mind

CD18: Upp Till Dans 18: Schytts (10–12 juli 2009)
1. Aj, aj, aj
2. Tala om vart du ska resa
3. Vem tänder stjärnorna
4. En annan stad, en annan vän (Another Town, Another Train)
5. Kommer du ihåg Babylon? (Rivers of Babylon)
6. En spännande dag för Josefine
7. Det sa bom
8. Moviestar
9. Packa dina väskor
10. Leffe Boy
11. Söndag min lediga dag
12. Heja blåvitt

CD19: Upp Till Dans 19: Jigs (17–19 juli 2009)
1. Hallå du gamle indian
2. Kors i Jösse namn
3. Under vår sol
4. Vi har så mycket att säga varandra
5. Mulliga gulliga Ann-Katrin
6. Min jojo
7. Maria
8. Robot Romeo
9. Nina, fina Ballerina (Nina, Pretty Ballerina)
10. Att skiljas är att dö lite grann
11. Igen och igen
12. Siste mohikanen (Da sprach der alte Häuptling (der Indianer))

CD20: Upp Till Dans 20: Mats Bergmans (24–26 juli 2009)
1. En lycklig man
2. Det borde vara jag
3. Vänd dig inte om
4. Du gav bara löften
5. Kan du hålla dom orden
6. Rosen som du gav mig
7. Blueberry Hill
8. En kväll med dig
9. Lilla fågel
10. Lika kära nu som då
11. Som ett öppet hav
12. Jag vill andas samma luft som du

### Box 2: CD 21–30
CD21: Upp Till Dans 21: Sven-Ingvars (31 juli–2 augusti 2009)
1. Fröken Fräken
2. Jag ringer på fredag
3. En prästkrage i min hand
4. Det var dans bort i vägen
5. Säg inte nej, säg kanske
6. Vid din sida
7. Ett litet rött paket
8. Kristina från Vilhelmina
9. Min gitarr
10. Önskebrunnen
11. Börja om från början
12. Det var i vår ungdoms fagraste vår

CD22: Upp Till Dans 22: Friends (7–9 augusti 2009)
1. Lyssna till ditt hjärta
2. När jag tänker på i morgon
3. Always Have, Always Will
4. Blickar som tänder
5. The One That You Need
6. Vad pojkar gör om natten
7. In the Heat of the Night
8. Vi behöver varann
9. I'D Love You Want Me
10. When the Music is Gone
11. Dance With Me
12. Friends

CD23: Upp Till Dans 23: Scotts vol. 2 (14–16 augusti 2009)
1. Jag ringer på Fredag
2. Obladi, Oblada
3. Right Here Waiting
4. Dagny
5. Tired of Toein' The Line
6. Angels
7. Om igen
8. Två mörka ögon
9. Det börjar verka kärlek
10. Sarah
11. Big Boys'n'Pink Ladies
12. Tusen bitar (Tusind stykker)

CD24: Upp Till Dans 24: Lasse Stefanz vol. 3 (21–23 augusti 2009)
1. Clap Your Hands and Stamp Your Feet
2. Ingenting kan vara bättre
3. Sätt på kaffet nu
4. Ett sårbart hjärta
5. Kalla det drömmar om du vill
6. Jag är så ensam ikväll
7. Hållplats 31
8. Årets skiftningar
9. Österlenvisan
10. Bra löften
11. Farväl, farväl
12. Vänd dig inte bort

CD25: Upp Till Dans 25: Curt Haagers (28–30 augusti 2009)
1. Tiotusen röda rosor
2. Skriv ett brev
3. Ta mej till havet
4. Riktiga vänner
5. Fågeldansen (Der Ententanz)
6. När du går över floden
7. Gotländsk sommarnatt
8. Tack för alla åren
9. Låt kärleken slå rot
10. Guld och gröna skogar
11. Sånt rår inte åren på
12. O, mein Papa

CD26: Upp Till Dans 26: Roland Cedermark (4–6 september 2009)
1. Fem röda rosor till dig
2. Maria och jag
3. Karibiska nätter
4. Var finns ni alla vänner från i går
5. Heartbreak Hotel
6. Mosippan
7. Tack för de minnen du gav mig
8. La vie en rose
9. Sibboratorn
10. En dans med dig
11. Harlem Boogie
12. Älskling

CD27: Upp Till Dans 27:  Candela (Jenny Öhlund-åren) (11–13 september 2009)
1. Ingenting är bättre
2. Varje litet ögonkast (Every Little Thing)
3. Du finns i mina tankar
4. Viva! Fernando Garcia
5. Malmö–Köpenhamn
6. Av hela mitt hjärta
7. Kan vi träffas nå'n gång
8. När du ser på mig
9. Nätterna med dig
10. Sommar en dag i juni
11. Jag önskar mig
12. Jag ville vara nära dig

CD28: Upp Till Dans 28: Godbitar från 60/70-talet (18–20 september 2009)
1. Göta kanal (Einmal verliebt, immer verliebt) – Cool Candys
2. Guenerina – Paul Paljett
3. Lyckliga gatan (Il ragazzo della via Gluck) – Anna-Lena Lövgren
4. Kärlekens hus – Janne Önnerud
5. Hundar, ungar och hembryggt äppelvin ((Old Dogs, Children and) Watermelon Wine) – Alf Robertsson
6. YMCA (YMCA) – Säwes
7. Natten har tusen ögon – Jan Öjlers
8. Slit och släng (Lucky Lips) – Siw Malmkvist
9. Den vita duvan – Mats Rådberg & Rankarna
10. Flyg din väg – Tonix
11. Molly – Lill-Ingmars
12. Vår enda sommar – Sverre

CD29: Upp Till Dans 29: Godbitar från 80/90-talet (25–27 september 2009)
1. Var ska vi sova i natt? (Sarà perché ti amo) – Perikles
2. Vem får följa med dig hem (Who's Gonna Follow You Home) – Shanes
3. Ännu doftar kärlek – Stefan Borsch
4. Farväl till släkt och vänner – Björn Afzelius
5. En enda morgon (Angel of the Morning) – Elisabeth Andreasson
6. Du kan alltid lita på pojkarna över 35 – Mats Rådberg & Rankarna
7. Louise – Casanovas
8. Evert – Mats-Ztefanz med Lailaz
9. Lys og varme – Åge Alexandersen
10. Tusentals gitarrer – Göran Lindeberg & Frälsningsarméns kör
11. Ett nytt millennium – Joyride
12. När du hör mitt hjärta slå – Carina Jaarnek

CD30: Upp Till Dans 30: Saxlåtar (2–4 oktober 2009)
1. Novelty Accordion – Simons & Erik Frank
2. Everybody Loves Somebody – Kellys
3. Unbreak My Heart – Johan Stengård
4. Dancing Queen – Simons
5. Muckartwist – Bengt Hennings
6. Sail Along Silvery Moon – Vikingarna
7. Pata Pata – Ingmar Nordströms
8. Blueberry Hill – Cool Candys
9. Guldet blev till sand – Simons
10. Ramblin' Rose – Thorleifs
11. Röda sandens sal – Vikingarna
12. Over the Rainbow – Johan Stengård

## Upp till dans 2012

### Box 3: CD 1–10
CD1: Upp Till Dans 1: Lasse Stefanz vol. 4 (13–19 april 2012)
1. Copacabana
2. De sista ljuva åren (med Christina Lindberg)
3. Dagen går mot kväll
4. Cuba libre
5. Du försvann som en vind
6. Soul Shake (med Monia Sjöström)
7. Främling
8. Det regnar och regnar
9. Felicita
10. Oh Julie
11. Skåneland
12. Du sa farväl
13. Elaine
14. En blick och nånting händer
15. Shake a Hand (med Jerry Williams)

CD2: Upp Till Dans 2: Sven-Ingvars vol. 2 (20–26 april 2012)
1. Byns enda blondin
2. Marie, Marie (med Staffan Hellstrand)
3. Jag ringer på fredag
4. Två mörka ögon
5. Börja om från början
6. Månskensnatt i Åmotsfors
7. Torparrock (edited version)
8. Hus till salu
9. Lika ung som då
10. Sommar i Sverige
11. Min gitarr
12. Älskar du mig
13. Kyss mig stilla
14. Det är du, det är jag, det är vi
15. Lycklig

CD3: Upp Till Dans 3: Vikingarna vol.3 (27 april–3 maj 2012)
1. Till mitt eget Blue Hawaii
2. Höga berg, djupa hav
3. Hallå Västindien
4. Ljus och värme (Lys og varme)
5. Kan man älska nå'n på avstånd
6. Djingis Khan
7. Skomakar-Anton
8. Då kom en liten ängel
9. Borta bra men hemma bäst (Okie from Muskogee)
10. Den stora dagen
11. Änglahund
12. Leende guldbruna ögon (Beautiful Brown Eyes)
13. Corrine, Corrina
14. Golden Gate
15. Elvismedley

CD4: Upp Till Dans 4: Thorleifs vol. 3 (4–10 maj 2012)
1. Ett litet ristat hjärta
2. Forever and Ever
3. Gråt inga tårar
4. Tre gringos (med Just D)
5. Lyckliga gatan (Il ragazzo della via Gluck)
6. I ett fotoalbum
7. Där du är
8. Utanför min dörr
9. Farväl
10. Sweet Kissin' in the Moonlight
11. Sway
12. Om du var här hos mig
13. Kom stanna hos mig
14. Blue Hawaii
15. Swing 'n' Rock Medley

CD5: Upp Till Dans 5: Scotts vol. 3 (11–17 maj 2012)
1. Jennie
2. Hallå du gamle indian
3. In a Moment Like This (med Erika Sjöström från Drifters)
4. Fröken Fräken
5. Underbar
6. Sofia Dansar Go-go (Fut i fejemøget)
7. Bara du
8. Sommaren var vi
9. Kristina från Vilhelmina
10. Jag ångrar ingenting
11. Längtan
12. Malena
13. Saturday Night
14. 60-talsmedley
15. Vi gör det igen

CD6: Upp Till Dans 6: Christer Sjögren (10–24 maj 2012)
1. Livet det har varit gott mot mej
2. Ge oss år tillbaka
3. Jag vill andas samma luft som du
4. If Tomorrow Never Comes
5. Hej du glada sommar (Tie a Yellow Ri Bbon Round The Ole Oak Tree)
6. Mötet
7. Everybody Loves Somebody
8. Det skrivs så många vackra ord
9. Du och jag (Help Yourself)
10. Om du var min nu
11. Save the Last Dance for Me (med Jessica Andersson)
12. Gröna små äpplen
13. I Love Europe
14. Natten tänder sina ljus
15. Tusen och en natt (Strangers in the Night)

CD7: Upp Till Dans 7: Flamingokvintetten vol. 2 (25–31 maj 2012)
1. Happy Birthday Sweet Sixteen
2. Vem får dina kyssar i kväll
3. Lycka till med nästa kille (Sandy)
4. Jag ska måla hela världen lilla mamma
5. Underbart är du
6. Tintarella Di Luna
7. Nu är det lördag igen (Another Saturday Night)
8. Allt jag önskat mig
9. Gamla go'a gäng
10. Lilla Ann
11. Guitar Boogie
12. Varför
13. Där näckrosen blommar
14. Looky Looky
15. Mona Lisa

CD8: Upp Till Dans 8: Drifters (1–7 juni 2012)
1. Hoppas på det bästa
2. Stanna hos mig
3. Nina, fina Ballerina (Nina, Pretty Ballerina)
4. Kom tillbaks
5. Hallå, jag ringer på
6. Där du går lämnar kärleken spår (Love Grows Where My Rosemary Goes)
7. Adios Goodbye
8. Morning Train (9 to 5)
9. Sha-la-lie
10. September
11. Det finaste jag vet
12. Sun Street
13. Ska vi plocka körsbär i min trädgård
14. Tack för en underbar vanlig dag
15. Xanadu

CD9: Upp Till Dans 9:  Streaplers vol. 2 (8–14 juni 2012)
1. Direkt från hjärtat
2. Blå löften
3. Min gamla gula flygmaskin (Little Yellow Aeroplane)
4. Nyanser
5. Sea Cruise
6. Va' har du under blusen, Rut?
7. Till min kära
8. The Great Snowman
9. Lyckohjulet
10. Jag tror på kärleken
11. Finns det någon annan
12. Da Doo Ron Ron
13. Marie Marie
14. Vi två
15. Snart kommer jag hem (Six Days on the Road)

CD10: Upp Till Dans 10:  Rolandz (15–21 juni 2012)
1. Jajamen
2. Syster Jane (Sister Jane)
3. Jag hör hur de ligger med varandra i våningen ovanför
4. Har jag fel
5. Vackra Susanne
6. Blue, Blue Moon
7. Ska vi gå hem till dej
8. Nu är det lördag igen (Another Saturday Night)
9. Halleluja Mamma
10. Lilla du (Mary Lou)
11. Kalenderflickan (Calendar Girl)
12. Dubbelfaktura
13. Mälarö kyrka
14. Eda-Lee
15. Upp till dans (med Lasse Stefanz, Scotts, Christer Sjögren och Thorleifs)

### Fotnoter
1. ↑  ”Här är alla utgivningsdatum” (på svenska). Expressen. 4 mars 2009. http://www.expressen.se/noje/har-ar-alla-utgivningsdatum/. Läst 22 juni 2015.
2. ↑  ”Ny unik CD-box med dansband” (på svenska). Aftonbladet. 3 april 2012. http://www.aftonbladet.se/upptilldans/article14623463.ab. Läst 22 juni 2015.